# Astyanacinus moorii
Astyanacinus moorii är en fiskart som först beskrevs av George Albert Boulenger 1892.  Astyanacinus moorii ingår i släktet Astyanacinus och familjen Characidae. Inga underarter finns listade.

## Bildgalleri

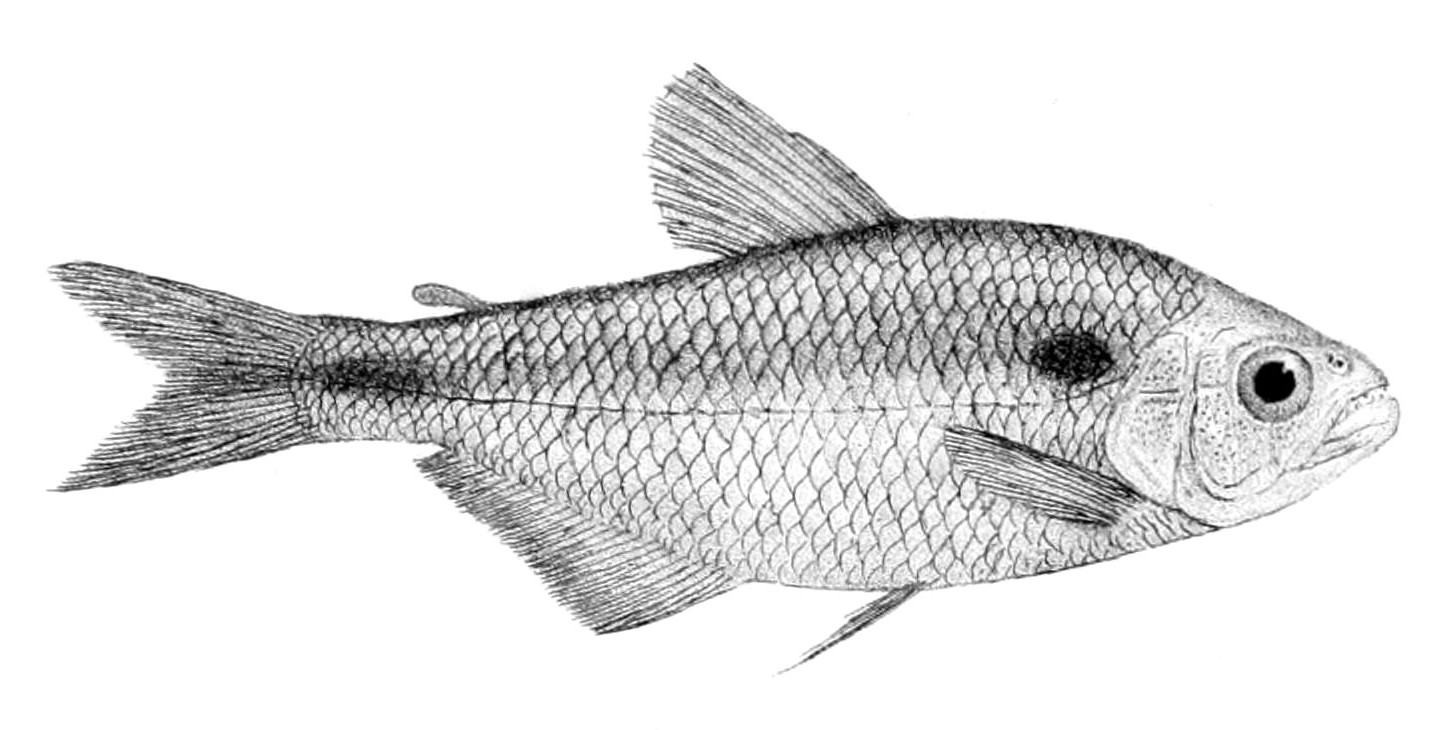